# Bill Prady

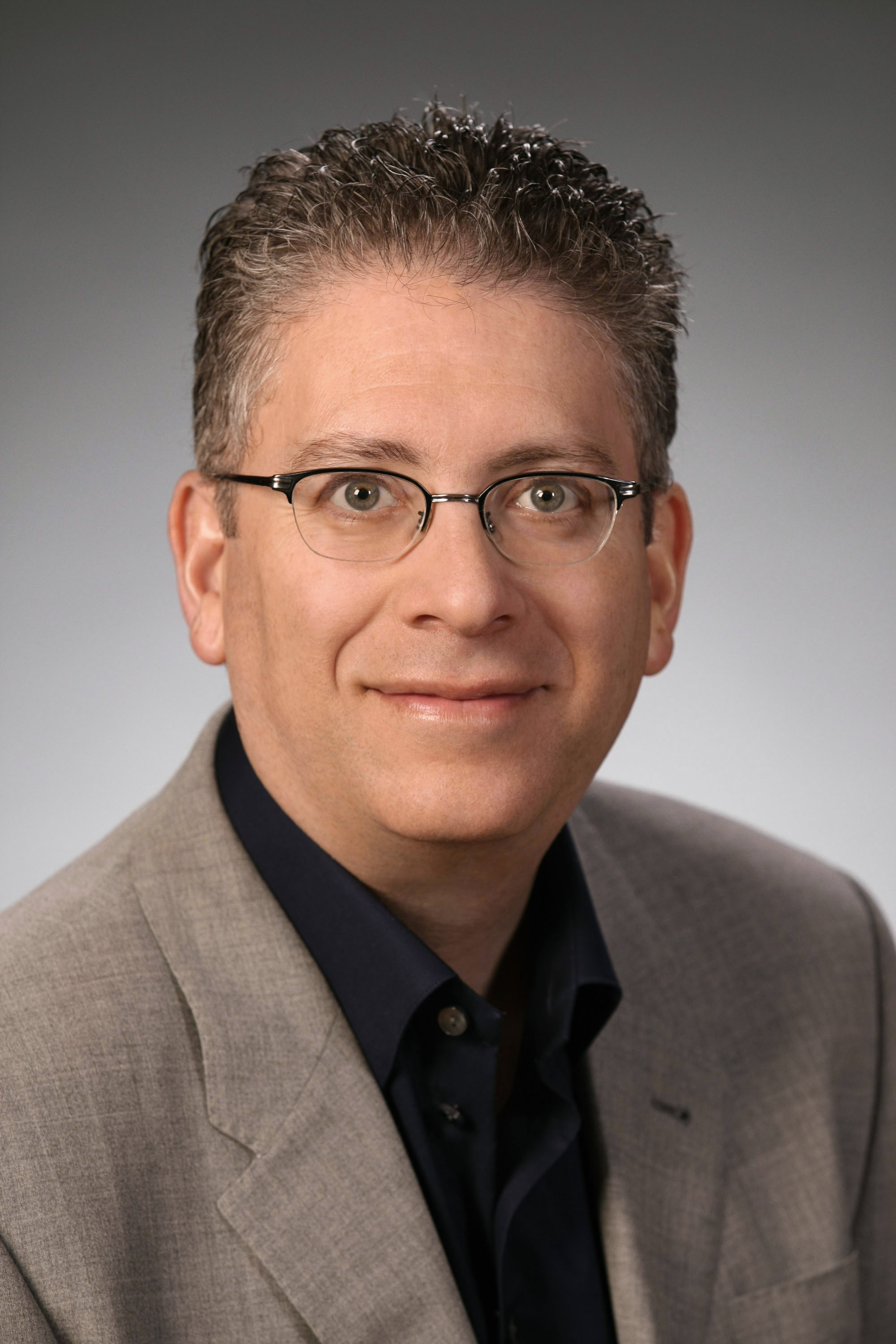
Bill Prady (2011)

William Scott Prady (* 7. Juni 1960 in Detroit, Michigan, USA) ist ein US-amerikanischer Drehbuchautor und Filmproduzent.

## Leben
Prady besuchte die Cranbrook Kingswood School in Bloomfield Hills. Er begann 1982 im Alter von 22 Jahren für Jim Hensons Muppets zu schreiben und etablierte sich so rasch als Autor von Filmkomödien und Sitcoms.
Im August 2003 gab Prady zudem sein Interesse an der Kandidatur der Demokraten für das Amt des Gouverneurs von Kalifornien bekannt, konnte jedoch wegen mangelnder Stimmen (474 Stimmen) nicht zur Wahl antreten, die letztendlich zwischen Arnold Schwarzenegger und Gray Davis bestritten wurde.

## Filmografie

### Drehbuchautor
- Eine schrecklich nette Familie
- Dharma & Greg
- Star Trek: Raumschiff Voyager
- Gilmore Girls
- Two and a Half Men
- The Muppets
- The Big Bang Theory

### Fernsehproduzent
- Caroline in the City
- Dharma & Greg
- Gilmore Girls
- The Muppets
- The Big Bang Theory

## Auszeichnungen
Prady wurde 1991 für The Muppets Celebrate Jim Henson für den Emmy nominiert, und neun Jahre später, 2000, für eine Episode von Dharma & Greg mit dem WGA Award ausgezeichnet. 2015 wurde ein Asteroid nach ihm benannt: (8630) Billprady.
2016 zeichnete die Young Academy of Sweden Bill Prady zusammen mit David Saltzberg, Steve Molaro und Chuck Lorre für ‘The Big Bang Theory’ mit dem Torsten Wiesel Midnight Sun Award for Distinguished Achievement in Promoting Science aus.